# 韁短刺魨
韁短刺魨為輻鰭魚綱魨形目四齒魨亞目二齒魨科的其中一種，為熱帶海水魚，分布於西大西洋區，從美國佛羅里達州至南美洲北部；東大西洋的茅利塔尼亞外海海域，棲息深度2-13公尺，體長可達38公分，棲息在珊瑚礁，生活習性不明。

## 扩展阅读
維基物種上的相關：韁短刺魨